# The Prisoner (George Baker)
The Prisoner is een lied van George Baker Selection uit 1970 over een politiek gevangene. In Nederland is het nummer nauwelijks bekend en haalde ook geen hitnotering; in Suriname daarentegen werd het een blue-eyed soul-klassieker.
De B-kant was Little Green Bag of Dear Ann, afhankelijk van de persing.